# Paul McCartney
Ngài James Paul McCartney CH MBE (sinh ngày 18 tháng 6 năm 1942) là một nam ca sĩ, nhạc sĩ, nhà sản xuất phim và thu âm người Anh, đồng giọng ca chính, đồng sáng tác và là tay guitar bass của ban nhạc The Beatles. Ông cùng với John Lennon là bộ đôi sáng tác vĩ đại nhất lịch sử. Sau khi ban nhạc tan rã vào năm 1970, ông theo đuổi sự nghiệp solo và thành lập ban nhạc Wings cùng với người vợ đầu của mình, Linda, và Denny Laine.
Sinh ra ở thành phố cảng Liverpool, từ nhỏ ông tự học guitar, piano cũng như sáng tác nhạc, vốn thừa hưởng từ người cha là một nhạc công nhạc jazz và từ những ngôi sao nhạc rock đương thời như Little Richard và Buddy Holly. McCartney bắt đầu sự nghiệp với tư cách là thành viên của The Quarrymen năm 1957, nhóm sau đó đổi tên thành The Beatles vào năm 1960. Từ album năm 1967 Sgt. Pepper's Lonely Hearts Club Band, ông dần trở thành thủ lĩnh trên thực tế của The Beatles, truyền động lực sáng tạo cho hầu hết các tác phẩm âm nhạc và phim ảnh của họ. Các bài hát của The Beatles "And I Love Her" (1964), "Yesterday" (1965), "Eleanor Rigby" (1966) và "Blackbird" (1968) xếp trong số những bài hát được cover nhiều nhất trong lịch sử.
Năm 1970, McCartney ra mắt solo với album McCartney. Trong suốt những năm 1970, ông đã dẫn dắt Wings, một trong những ban nhạc thành công nhất của thập kỷ, với hơn 10 đĩa đơn và album thành công quốc tế. McCartney tiếp tục sự nghiệp solo của mình vào năm 1980. Kể từ năm 1989, ông đã lưu diễn liên tục với tư cách là một nghệ sĩ solo. Năm 1993, ông thành lập bộ đôi The Fireman với Youth of Killing Joke. Ngoài âm nhạc, ông còn tham gia các dự án của nhiều tổ chức từ thiện quốc tế liên quan đến quyền động vật, săn hải cẩu, bom mìn, ăn chay, nghèo đói và giáo dục âm nhạc.
McCartney là một trong nghệ sĩ âm nhạc bán đĩa nhạc chạy nhất thế giới. Ông đã viết và đồng sáng tác 32 bài hát đạt vị trí quán quân trên Billboard Hot 100, tính đến năm 2009, đã có 25,5 triệu bản được RIAA chứng nhận tại Hoa Kỳ. Ông được hai lần vinh danh vào Đại sảnh Danh vọng Rock and Roll (với tư cách là thành viên của The Beatles năm 1988 và với tư cách là nghệ sĩ solo năm 1999), nhận 18 giải Grammy, được bổ nhiệm làm Thành viên Đế quốc Anh năm 1965, và được phong tước hiệp sĩ vào năm 1997 vì những cống hiến trong âm nhạc. Tính đến năm 2020, ông cũng là một trong những nhạc sĩ giàu có nhất thế giới, với tài sản ước tính 800 triệu bảng Anh.

## Đầu đời

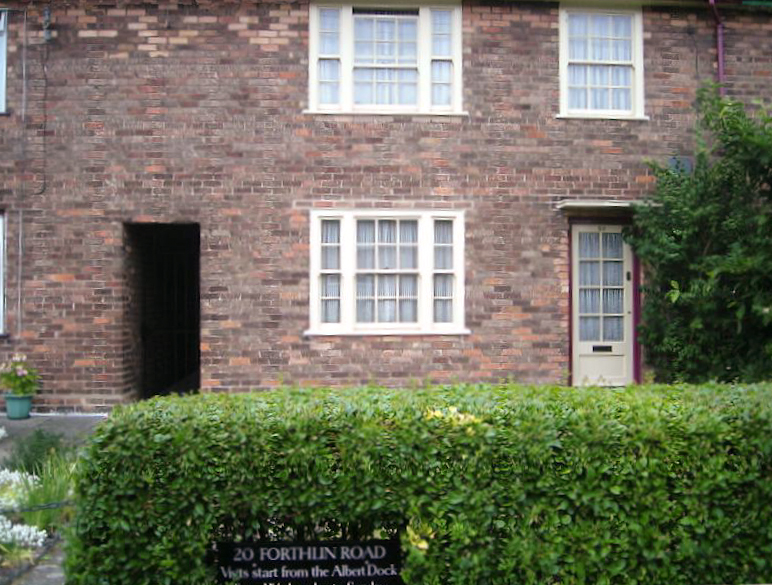
Căn nhà số 20 đường Forthlin tại Allerton, nơi gia đình McCartney chuyển đến sống vào năm 1955

James Paul McCartney sinh ngày 18 tháng 6 năm 1942 tại bệnh viện Walton ở khu vực Walton thuộc Liverpool. Cha của cậu, James, hay gọi là "Jim" McCartney không có mặt trong khoảnh khắc ra đời của con trai vì làm lính cứu hỏa tình nguyện trong Chiến tranh thế giới thứ hai. Paul có một em trai, Michael, sinh năm 1944. Mặc 2 anh em nhà McCartney đều được đặt theo tên thánh tại nhà thờ Công giáo theo tín ngưỡng của mẹ, không khí tôn giáo ít hiện hữu trong gia đình bởi ông Jim từng theo đạo Tin Lành nhưng về sau trở nên bất khả tri.
Năm 1947, Paul đi học tại trường tiểu học Stockton Wood Road, trường này bị quá tải nên năm 1949 cậu chuyển sang trường Joseph Williams.. Năm 1953, Paul là một trong số 4 đứa trẻ vượt qua kì thi tốt nghiệp tiểu học của trường (trên tổng số 90 thí sinh). Năm 1954, khi đang ngồi trên chiếc xe bus để đi từ nhà tới khu nội trú của trường nam sinh Liverpool ở vùng Speke, cậu đã gặp George Harrison. Hai người nhanh chóng trở thành bạn, mặc dù sau này McCartney thú nhận: "Tôi có xu hướng nói với giọng kẻ cả với cậu ấy, bởi cậu ta kém tôi một tuổi.
Trong gia đình, nguồn thu nhập chính đến từ bà Mary làm nghề đỡ đẻ. Bà thường đến nhà khách hàng bằng xe đạp, và McCartney từng kể lại một ký ức thiếu thời về việc bà đi làm vào "khoảng 3 giờ sáng, con đường... dày tuyết". Năm 1955, nhà McCartney chuyển về số 20 đường Forthlin, Allerton, nơi mà họ sống tới tận năm 1964. Năm 1956, bà Mary qua đời sau một phẫu thuật loại bỏ khối u gây ung thư vú. Mồ côi mẹ ở tuổi 14, Paul nhờ đó dễ dàng có được tình bạn và sự đồng cảm sau này từ John Lennon, một người cũng mồ côi mẹ sau một tai nạn xe hơi khi mới 17 tuổi.
Jim McCartney cũng là một nhạc công chơi kèn trumpet cũng như piano, từng là thủ lĩnh một ban nhạc ít tiếng tăm tên là Jazz Jim Mac. Ông động viên hai con trai của mình chơi nhạc[a], và chính ông là người mua cho Paul chiếc đàn piano ở cửa hàng NEMS của Brian Epstein. Ông tặng Paul một chiếc kèn mạ kền vào ngày sinh nhật thứ 14 của cậu, nhưng trước làn sóng rock and roll đang lên mạnh mẽ, Paul đã đổi nó để lấy chiếc guitar Framus Zenith trị giá 15 bảng. Là người thuận tay trái, cậu thấy rằng chiếc guitar được thiết kế cho người thuận tay phải thực sự khó chơi; tuy nhiên sau khi được xem buổi hòa nhạc của Slim Whitman, cậu đã biết rằng tốt hơn là nên chỉnh dây theo chiều ngược lại. Ca khúc đầu tiên mà Paul viết là "I Lost My Little Girl" bằng cây đàn acoustic này, sau đó là "When I'm Sixty-Four" với chiếc piano. Trái với lời khuyên của cha, cậu ít luyện tập piano mà ưa học ứng tấu (learn by ear) hơn. Ca khúc đầu tiên mà cậu trình diễn là "Long Tall Sally" trong một cuộc thi tài năng ở hội trại.

## Sự nghiệp

### 1957–1960: The Quarrymen
Paul gặp John Lennon và ban nhạc The Quarrymen lần đầu tại nhà thờ St. Peter ngày 6 tháng 6 năm 1957 khi cậu mới 15 tuổi. Cậu nhanh chóng gia nhập nhóm sau đó, tạo nên một tình bạn - tình đồng nghiệp vĩ đại với Lennon, để sau này trở thành bộ đôi sáng tác xuất chúng nhất thế kỷ XX. The Quarrymen bấy giờ chơi một thứ âm nhạc trộn lẫn giữa rock and roll và skiffle (một thể loại nhạc nhẹ chịu ảnh hưởng của jazz, blues và folk). McCartney gia nhập ban nhạc với tư cách là lead guitar của nhóm vì lúc đó chỉ có mình Paul là biết chơi guitar bài bản nhất, còn John Lennon chơi guitar theo cách chơi đàn banjo do mẹ là bà Julia chỉ cho. Sau này Paul đã dạy cho John các thế bấm hợp âm trên đàn guitar qua một tấm gương vì Paul là người thuận tay trái. George Harrison sau đó vào nhóm vào năm 1958 và người bạn của Lennon ở trường nghệ thuật, Stuart Sutcliffe làm tay guitar bass của ban nhạc. Họ đổi tên rất nhiều lần, trong đó có "Johnny and the Moondogs" và "The Silver Beetles", trước khi quyết định lấy tên "The Beatles" vào giữa tháng 8 năm 1960 và tuyển Pete Best làm tay trống cho nhóm trong chuyến lưu diễn đầu tiên tại Hamburg, Đức. Paul sử dụng tên lót để làm tên chính thức vì không muốn trùng với tên của cha mình, ông James McCartney.

### 1960–1970: The Beatles

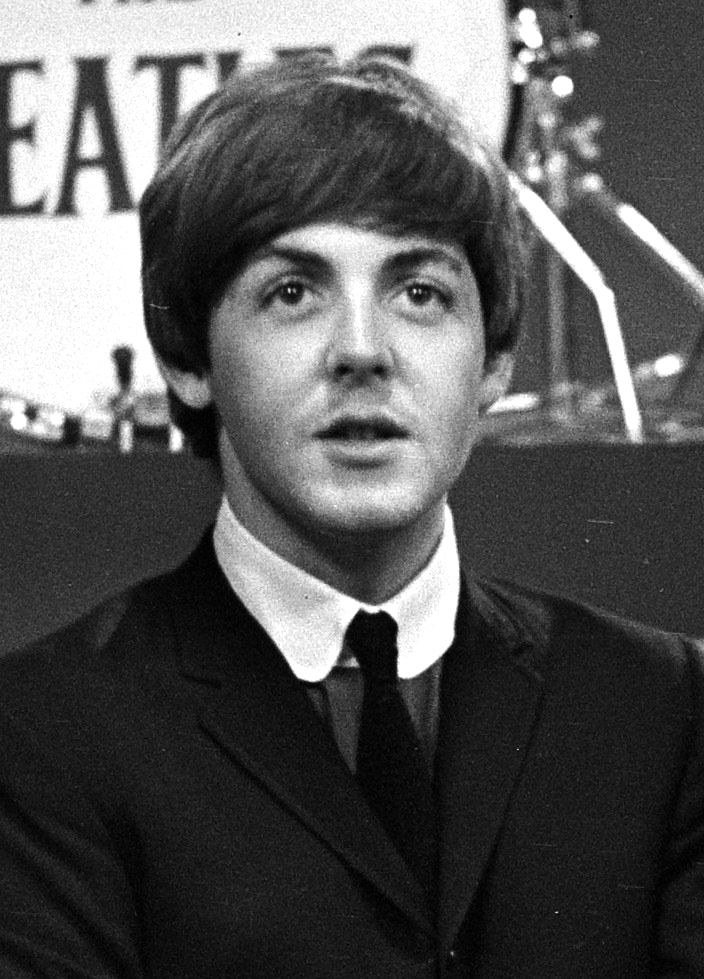
McCartney vào năm 1964

Sau chuyến đi Hamburg, ban nhạc nhờ Allan Williams đã có được suất diễn đều đặn tại Cavern Club[b]. Năm 1961, Sutcliffe rời nhóm, McCartney bất đắc dĩ trở thành tay bass của ban nhạc. Một vài thành công từ chuyến lưu diễn tại Hamburg đã tới tai của Brian Epstein, một doanh nhân trẻ người Do Thái ở Liverpool, và anh quyết tâm làm nhà quản lý nhóm vào đầu năm 1962. Tháng 5 cùng năm, Epstein đã thương lượng thành công với Parlophone để ban nhạc có được hợp đồng thu âm đầu tiên. Tới tháng 8, ban nhạc sa thải Pete Best và chọn Ringo Starr làm người thay thế. Thời kỳ Beatlemania bắt đầu, đưa tên tuổi The Beatles ra toàn thế giới. Vào thời điểm đó, McCartney được gọi là "the cute Beatle"[c][d]. Năm 1965, The Beatles được phong tước Thành viên của Hoàng gia Anh (MBE).
McCartney là người tìm tòi và liên hệ nhiều nghệ sĩ nổi tiếng tới cộng tác với ban nhạc, trong đó có Dick James, John Cage, Mary Hopkin,... Năm 1966, ban nhạc thành lập công ty thu âm riêng có tên là Apple sau khi kết thúc gần 1.400 tour diễn vòng quanh thế giới suốt từ năm 1962.
The Beatles tiếp tục quãng thời gian phòng thu với những thành công vang dội từ Revolver (1966), Sgt. Pepper's Lonely Hearts Club Band (1967), Album trắng (1968) và Abbey Road (1969). Cho tới năm 1970, họ đã phát hành ở Anh 12 album phòng thu và 22 đĩa đơn, trong đó 18 đứng số 1 tại bảng xếp hạng. Ban nhạc cũng đứng đầu Billboard Hot 100 20 lần, cùng với đó là 14 album số 1. Những ca khúc nổi tiếng nhất của McCartney có thể kể tới "Can't Buy Me Love" (1964), "Yesterday" (1965), "Paperback Writer" và "Eleanor Rigby" (1966), "Hello, Goodbye" (1967), "Hey Jude" (1968), "Get Back" (1969), "Let It Be" và "The Long and Winding Road" (1970).
Tháng 3 năm 1969, anh cưới Linda Eastman, người mà anh gặp từ tháng 5 năm 1967. Tháng 8 năm 1969, họ sinh con gái đầu lòng Mary, đặt theo tên mẹ của Paul. Tháng 10 năm 1969, Paul đối mặt với một tin đồn kỳ quặc rằng anh đã chết được vài năm vì tai nạn ô tô, tới mức đích thân anh phải lên tạp chí Life để thanh minh với độc giả.
Năm 1970, trước những đối đầu với các thành viên khác, McCartney tuyên bố giải tán ban nhạc vào ngày 10 tháng 4. Về mặt pháp lý, ban nhạc chính thức tan rã vào ngày 31 tháng 12 năm 1970. Tuy nhiên, một số vấn đề pháp lý vẫn kéo dài, và tai tiếng nhất là vụ việc bố và anh vợ của McCartney cùng với quản lý Allen Klein đã biển thủ một số lượng lớn công quỹ. The Beatles đã phải ra tòa vào ngày 9 tháng 1 năm 1975 để giải quyết những tranh chấp liên quan tới EMI, Klein và mỗi thành viên. Vụ việc chỉ kết thúc vào năm 1989[e][f].

### 1970–1981: Wings
~ McCartney
Sau khi The Beatles tan rã năm 1970, Paul bắt đầu một sự nghiệp khác của mình. Anh phát hành album solo đầu tay McCartney, trong đó có ca khúc "Maybe I'm Amazed" sáng tác cho Linda. Theo Bill Harry, ngoài Linda, chỉ có một mình Paul McCartney đã chơi tất cả các nhạc cụ rồi thực hiện album[g]. Năm 1971, McCartney và vợ tiếp tục cho ra album Ram thành công với vị trí số 1 tại Anh sau đó. Họ tiếp nhận tay guitar Denny Laine cùng tay trống Denny Seiwell tới cộng tác, từ đó lập ra ban nhạc Wings. Album đầu tay của họ, Wild Life ra mắt vào tháng 12 cùng năm. Paul nói về Wings: "Wings luôn là một ý tưởng khó khăn... mọi ban nhạc kể từ [The Beatles] luôn phải nỗ lực hết mình... Tôi thấy mình có đủ khả năng. Đó là sự lựa chọn giữa một bên là tiếp tục, còn một bên là kết thúc sự nghiệp. Nhưng tôi lại yêu âm nhạc tới mức chưa bao giờ muốn dừng lại."[h]
Tháng 9 năm 1971, gia đình McCartney có thêm cô con gái thứ hai, Stella, đặt theo tên bà ngoại của Linda.

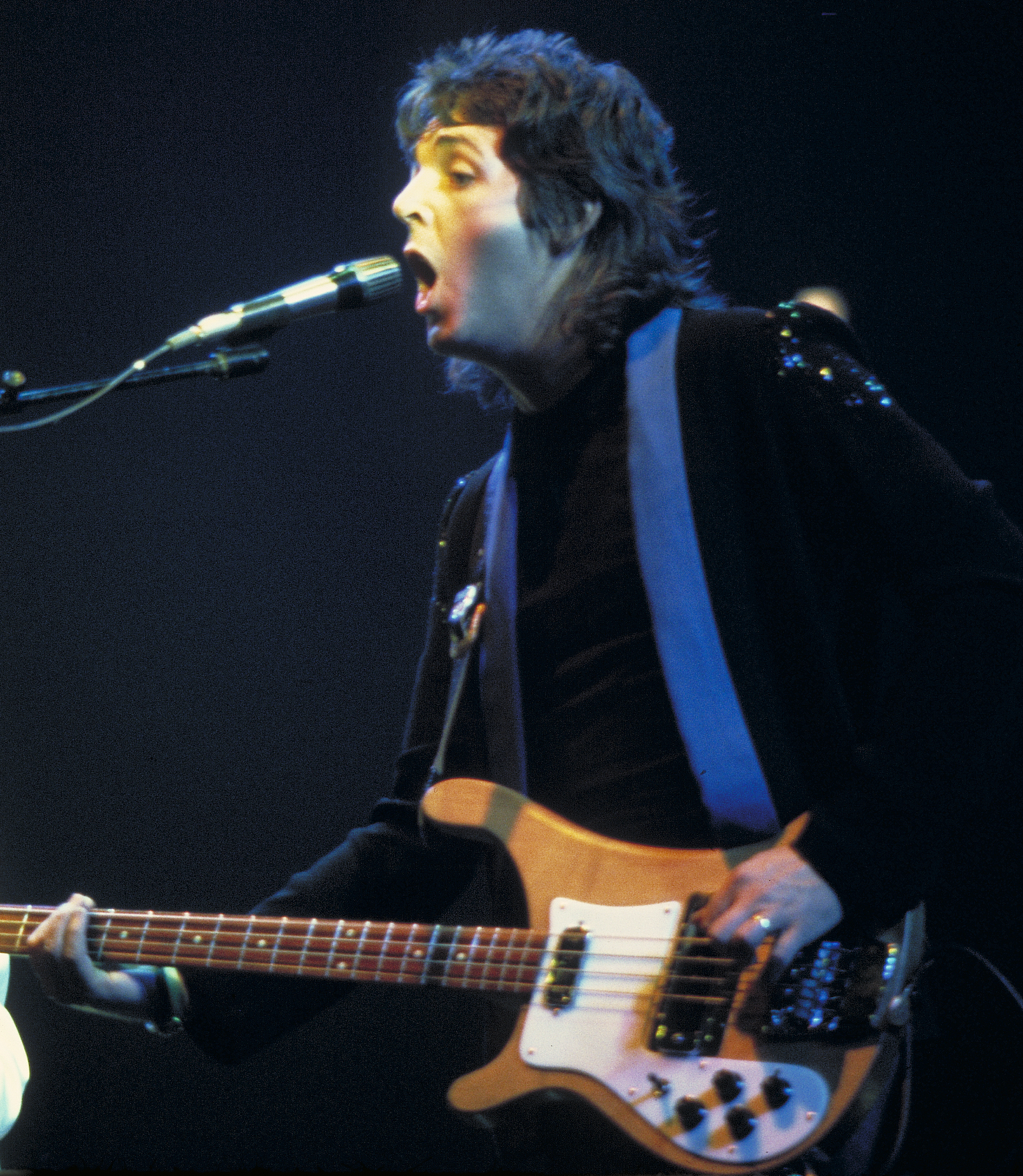
Paul McCartney trong một buổi trình diễn của Wings năm 1976

Năm 1973, McCartney viết ca khúc quán quân đầu tiên cho Wings, "My Love", cùng với đó là bản LP cho album Red Rose Speedway. Anh cộng tác với phụ trách cũ của The Beatles, George Martin thực hiện phần nhạc cho serie James Bond với ca khúc nổi tiếng "Live and Let Die" (Grammy và đề cử Oscar cho nhạc phim xuất sắc nhất cho Martin). Năm 1975, McCartney viết "Band on the Run" cùng với đó ra mắt album cùng tên. Đây là một album vô cùng thành công và là album đầu tiên của Wings đạt chứng chỉ Bạch kim. Họ có thêm những album đứng đầu các bảng xếp hạng sau đó, bao gồm Venus and Mars (1975) và Wings at the Speed of Sound (1976). Tháng 9 năm 1977, McCartney đón chào người con thứ ba có tên là James và tới tháng 11, anh cho ra mắt "Mull of Kintyre" – ca khúc bán chạy nhất lịch sử âm nhạc Anh. Anh cũng phát hành Thrillington, bản hòa âm của Ram theo ý tưởng của Percy "Thrills" Thrillington và phần bìa được thiết kế bởi Hipgnosis.
Khi London Town (1978) và Back to the Egg (1979) nhận được nhiều đánh giá trái chiều từ dư luận, số thành viên cộng tác với Wings và McCartney đã là rất lớn, trong số đó có thể kể tới Pete Townshend, David Gilmour, Gary Brooker, John Paul Jones, và John Bonham. Tính tới năm 1981, Wings đã có 7 album phòng thu, trong số đó 5 từng đứng đầu các bảng xếp hạng ở Mỹ, nhất là album Wings over America – album trực tiếp hiếm hoi giành được thứ hạng cao tại Mỹ. Họ cũng có 6 đĩa đơn số 1 tại đây, trong đó có "Listen to What the Man Said", "Silly Love Songs, "With a Little Luck", và "Coming Up".
Trong suốt một thời gian dài, McCartney đã từ chối trình diễn những ca khúc nổi tiếng của mình thời The Beatles khi biểu diễn chung với nhóm Wings. Cho đến cuối thập niên 70, anh mới hát lại những ca khúc hit thời Beatles.
Năm 1981, McCartney tuyên bố cảm thấy hết hứng thú với Wings và muốn thay đổi. Họ tuyên bố tan rã vào tháng 4 sau những tranh cãi liên miên về tiền lương và thu nhập[i][j].

### 1982–1990
Năm 1980, anh cho ra album solo thứ 2, McCartney II. Cũng giống album đầu tiên, Paul vẫn một tay sáng tác và chơi tất cả các nhạc cụ. Album bao gồm một số ca khúc nổi tiếng như "Coming Up", "Waterfalls" và "Temporary Secretary". Năm 1982, McCartney hợp tác với Stevie Wonder trong ca khúc hit sản xuất bởi George Martin, "Ebony and Ivory", sau này nằm trong album Tug of War của anh. Sau đó anh còn hợp tác với Michael Jackson trong ca khúc "The Girl Is Mine" nằm trong Thriller[k]. Năm tiếp theo, họ thực hiện ca khúc đình đám của Jackson "Say Say Say", còn McCartney có được ca khúc solo đầu tiên đứng đầu tại Anh, "Pipes of Peace"[l].
Năm 1984, anh viết kịch bản, sản xuất và đóng phim Give My Regards to Broad Street. Roger Ebert chỉ dành cho bộ phim duy nhất 1 sao trên 5 và viết "bạn có thể bỏ qua nội dung để quan tâm duy nhất tới phần nhạc phim thôi". Album soundtrack này cũng có được vị trí số 1 tại UK Albums Chart với hit "No More Lonely Nights" lead guitar bởi Gilmour.
Anh hợp tác với Eric Stewart trong Press to Play (1986) khi cùng viết tới một nửa số ca khúc trong album đó. Năm 1988, Paul phát hành Снова в СССР, một album có nhan đề tiếng Nga bao gồm 18 ca khúc nhạc "oldies" mà anh thu âm chỉ trong 2 ngày. Năm 1989, McCartney ra mắt Flowers in the Dirt hợp tác cùng Elvis Costello, David Gilmour và Nicky Hopkins.

### 1991–1999
Năm 1990, McCartney cho đĩa LP Tripping the Live Fantastic lấy từ  The Paul McCartney World Tour, chuyến lưu diễn đầu tiên của ông trong thập kỷ. Trong những năm sau, Paul thử sức với nhạc cổ điển cùng dàn nhạc Hoàng gia thành phố Liverpool. Ông hợp tác với Carl Lewis để phát hành Liverpool Oratorio, với sự tham gia của Dame Kiri Te Kanawa, Sally Burgess, Jerry Hadley, Willard White, dàn nhạc Hoàng gia và dàn hợp ca thành phố Liverpool. Năm 1990, Paul McCartney được ghi danh vào Sách Kỷ lục Guinness với danh hiệu buổi trình diễn trực tiếp có số lượng người tham dự đông nhất của một nghệ sĩ solo. Buổi diễn ngày 21 tháng 4 năm 1990 của ông ở Rio De Janeiro, Brasil đã bán được 184.000 vé.
Trong những năm 90, ông còn 2 lần hợp tác với Martin Glove của Killing Joke tạo nên The Fireman và ra mắt các album nhạc điện tử Strawberries Oceans Ships Forest (1993) và Rushes (1998). Ngoài ra, họ còn có album Off the Ground (1993) từ tour diễn The New World Tour, rồi sau đó là album Paul Is Live. Năm 1994, Paul tạm thời bỏ sự nghiệp solo để cùng George Harrison, Ringo Starr, và đội ngũ của George Martin thực hiện dự án The Beatles Anthology, gồm các cảnh quay và những bản thu âm trực tiếp các bài hát của ban nhạc. Ông cũng tham gia vào chương trình radio "Oobu Joobu" năm 1995, dự án truyền hình Westwood One. Cùng năm, Thái tử Charles trao tặng ông tấm bằng danh dự của Học viện Âm nhạc Hoàng gia Anh. Tháng 3 năm 1997, McCartney được phong tước MBE lần thứ 2.
Năm 1997, ông trở lại với rock trong Flaming Pie, rồi lại là nhạc cổ điển với Standing Stone. Run Devil Run (1999) với sự tham gia của Ian Paice và Gilmour là album McCartney tâm huyết thực hiện cùng những tâm sức cuối cùng của Linda, người đã qua đời vào tháng 4 năm 1998 sau 17 tháng chống chọi với ung thư. Với Linda, McCartney đã viết "Nova" rồi sau đó là album A Garland for Linda (2000). Năm 1999, ông tiếp tục với nhạc cổ điển trong Working Classical, cùng lúc đó ông được vinh danh tại Đại sảnh Danh vọng Rock and Roll. Tháng 5 năm 2000, ông được mời vào Hiệp hội nhạc sĩ và tác giả Anh, và tới tháng 6, ông phát hành Liverpool Sound Collage cùng Super Furry Animals và Youth, sử dụng những âm thanh và hiệu ứng mà ông yêu thích từ những năm 60.

### 2000–nay

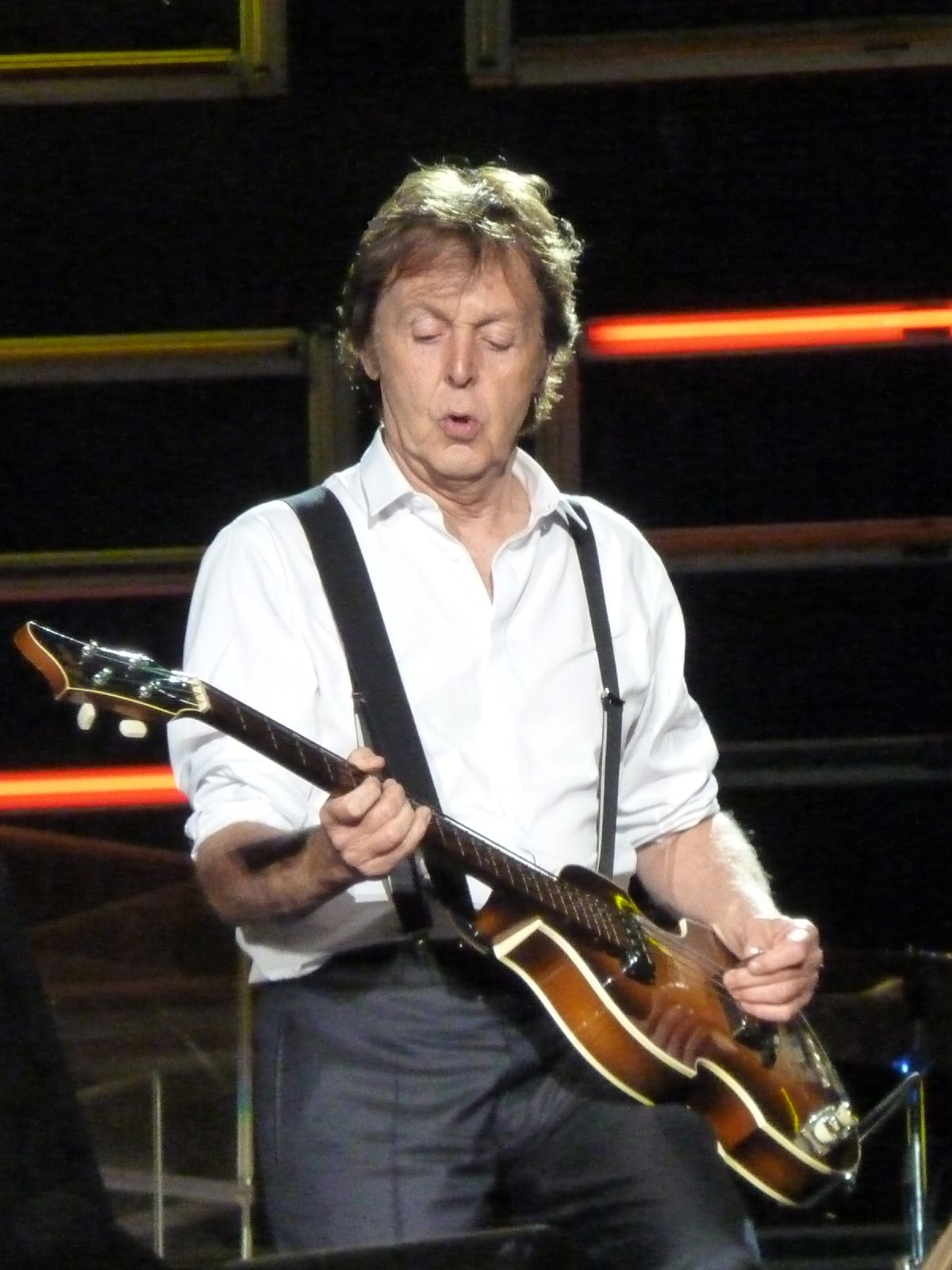
Paul McCartney trình diễn tại Dublin năm 2010

Năm 2001, McCartney cho phát hành album acoustic duy nhất có tên Unplugged (The Official Bootleg). Trước thảm họa 11 tháng 9 năm 2001, ông đã đứng ra tổ chức chương trình tưởng niệm The Concert for New York City, cùng với đó là việc ra mắt album Diving Rain có ca khúc "Freedom" liên quan tới sự kiện trên. Trong tour diễn sau đó, ông cũng phát hành album Back in the U.S. (còn có tên khác là Back in the World). Tháng 11 năm 2002, để kỉ niệm 1 năm ngày mất của Harrison, McCartney đã đứng ra tổ chức Concert for George vô cùng thành công. Ông cũng biểu diễn tại một số trận chung kết Super Bowl của giải National Football League, Mỹ.
Năm 2005, Paul tiếp tục ra album Chaos and Creation in the Backyard, rồi sau đó Twin Freaks. Năm 2006, đó là Ecce Cor Meum, năm 2007, Memory Almost Full và năm 2008[n], Electric Arguments. Năm 2008, ông nhiệt tình tham gia buổi hòa nhạc nhân dịp Liverpool được công nhận là thủ đô Văn hóa châu Âu. Năm 2010, McCartney được tổng thống Mỹ Barack Obama trao giải thưởng Gershwin cho những đóng góp quan trọng tới nền âm nhạc đại chúng.
McCartney là một nghệ sĩ vô cùng bận rộn với các tour diễn. Năm 2004, khi biểu diễn tại Cung điện Mùa đông ở St. Petersburg, Nga, Paul đã từng chi tới 36.000$ để thuê ba chiếc phản lực rải nước đá khô lên những đám mây nhằm ngăn chặn cơn mưa. Năm 2009, ông làm show tại Citi Field ở Queens, New York sau đó là album live Good Evening New York City. Năm 2010, ông mở Consol Energy Center ở Pittsburgh, Pennsylvania. Năm 2011, ông có buổi trình diễn tại Sân vận động Yankee, kèm với đó là ca khúc cổ điển "Ocean's Kingdom". Từ năm 2001, theo tour của ông bao gồm guitar Rusty Anderson và Brian Ray, Paul "Wix" Wickens chơi keyboards và tay trống Abe Laboriel, Jr. Trong album tri ân ra mắt vào năm 2012, Kisses on the Bottom, rất nhiều nghệ sĩ như Kiss, Garth Brooks, Billy Joel, Brian Wilson, Willie Nelson, Steve Miller, B.B. King đã hát lại các ca khúc nổi tiếng của McCartney. Tháng 2 năm 2012, ông được MusiCares chọn là nhân vật của năm.
Năm 2012 là một năm bận rộn của Paul. Trong 2 buổi diễn ở Mexico City, ông đã chơi trước tổng cộng 100.000 người hâm mộ, thu về khoảng 6 triệu $. Tháng 6, ông trình diễn tại Diamond Jubilee Concert của nữ hoàng Elizabeth với 2 ca khúc "Let It Be" và "Live and Let Die". Ngày 27 tháng 7, Paul chính là người kết thúc Lễ khai mạc của Olympics Luân Đôn 2012 với ca khúc kinh điển "Hey Jude". Ông cũng là một trong những người ủng hộ tích cực cho Ủy ban Olympics của nước Anh với phần đóng góp lên tới 1 triệu $.
Vào ngày 12 tháng 12 năm 2012, McCartney cùng với ba thành viên cũ của Nirvana (Krist Novoselic, Dave Grohl và Pat Smear) trình diễn trong màn khép lại của 12-12-12: The Concert for Sandy Relief, thu hút khoảng hai tỷ người trên toàn thế giới theo dõi. Vào ngày 28 tháng 8 năm 2013, McCartney phát hành ca khúc chủ đề của album phòng thu sắp tới của ông New, ra mắt vào tháng 10 năm 2013. Một chương trình đặc biệt vào giờ vàng đã được ghi hình vào ngày 27 tháng 1 năm 2014 tại Nhà hát Ed Sullivan với buổi phát sóng trên đài CBS ngày 9 tháng 2 năm 2014. Chương trình có sự góp mặt của McCartney và Ringo Starr, tôn vinh những di sản của The Beatles và màn trình diễn đột phá năm 1964 của họ trên The Ed Sullivan Show. Chương trình mang tên The Night That Changed America: A Grammy Salute to The Beatles, giới thiệu 22 bài hát kinh điển của The Beatles do nhiều nghệ sĩ khác nhau, bao gồm McCartney và Starr biểu diễn.
Vào ngày 19 tháng 5 năm 2014, có thông tin cho rằng McCartney phải nằm liệt giường theo chỉ định của bác sĩ do một loại vi rút không xác định, khiến ông phải hủy chuyến lưu diễn tại Nhật Bản dự kiến bắt đầu vào cuối tuần. Chuyến lưu diễn này diễn ra tại Budokan Hall nổi tiếng. McCartney cũng phải dời lịch từ tháng 6 ở Mỹ sang tháng 10, theo yêu cầu của bác sĩ nghỉ ngơi để hồi phục sức khỏe. Tuy nhiên, ông đã tiếp tục chuyến lưu diễn kéo dài 3 tiếng ở Albany, New York vào ngày 5 tháng 7 năm 2014. Vào ngày 14 tháng 8 năm 2014, McCartney biểu diễn trong buổi hòa nhạc cuối cùng điễn ra tại Candlestick Park ở San Francisco, California trước khi kết thúc. Đây cũng là nơi mà The Beatles đã biểu diễn buổi hòa nhạc cuối cùng của họ vào năm 1966.
Năm 2014, McCartney sáng tác và biểu diễn "Hope for the Future", bài hát kết thúc cho trò chơi điện tử Destiny. Vào tháng 11 năm 2014, một album kỷ niệm bao gồm 42 bài hát có tựa đề The Art of McCartney được phát hành, trong đó có sự tham gia của nhiều nghệ sĩ thể hiện lại các tác phẩm solo của McCartney và The Beatles. Cũng trong năm đó, McCartney hợp tác với Kanye West trong đĩa đơn "Only One", phát hành vào ngày 31 tháng 12. 
Vào tháng 1 năm 2015, McCartney hợp tác với ca sĩ Rihanna và Kanye West trong đĩa đơn "FourFiveSeconds". Họ đã phát hành một video âm nhạc chính thức cho bài hát vào tháng 1 và biểu diễn trực tiếp tại lễ trao giải Grammy lần thứ 57 vào ngày 8 tháng 2 năm 2015. McCartney góp mặt trong đĩa đơn "All Day" năm 2015 của West, cùng với Theophilus London và Allan Kingdom.
Vào tháng 2 năm 2015, McCartney xuất hiện và biểu diễn cùng Paul Simon trong chương trình Saturday Night Live 40th Anniversary Special. McCartney và Simon đã thể hiện câu đầu tiên của "I'll Just Seen a Face" trên nền guitar acoustic, và McCartney sau đó đã biểu diễn "Maybe I'm Amazed". Vào ngày 10 tháng 6 năm 2016, McCartney phát hành album tổng hợp Pure McCartney, bao gồm tất cả các bài hát trong suốt sự nghiệp solo của McCartney và sản phẩm của ông với Wings and The Fireman, có sẵn ở ba định dạng khác nhau (2-CD, 4-CD, 4-LP và Digital). Phiên bản 4 CD bao gồm 67 bài hát, phần lớn trong số đó là 40 bài hát hay nhất. McCartney góp mặt trong bộ phim phiêu lưu năm 2017 Pirates of the Caribbean: Dead Men Tell No Tales, với vai diễn khách mời là Uncle Jack.
Vào tháng 1 năm 2017, McCartney đã đệ đơn chống lại Sony/ATV Music Publishing lên tòa án quận Hoa Kỳ nhằm đòi quyền sở hữu một phần đóng góp của ông trong danh mục bài hát Lennon–McCartney bắt đầu từ năm 2018. Theo luật bản quyền của Hoa Kỳ, đối với các tác phẩm được xuất bản trước năm 1978, tác giả có thể đòi lại bản quyền đã chuyển nhượng cho một nhà xuất bản sau 56 năm. McCartney và Sony đã đồng ý một thỏa thuận bí mật vào tháng 6 năm 2017. Vào ngày 20 tháng 6 năm 2018, McCartney phát hành hai bài hát, "I Don't Know" và "Come On to Me", nằm trong album Egypt Station của ông, được phát hành vào ngày 7 tháng 9 thông qua Capitol Records. Egypt Station trở thành album đầu tiên của McCartney sau 36 năm đứng đầu bảng xếp hạng Billboard 200 và là album đầu tiên của ông ra mắt ở vị trí số một.
Vào tháng 10 năm 2020, McCartney công bố album mới McCartney III, được phát hành vào ngày 11 tháng 12 thông qua Capitol Records. Một album "diễn giải lại, phối lại và cover lại" có tên McCartney III Imagined được phát hành vào ngày 16 tháng 4 năm 2021.
Cuốn sách The Lyrics: 1956 to the Present của McCartney dự kiến phát hành vào tháng 11 năm 2021. Cuốn sách được mô tả như một "bức chân dung tự họa của 154 bài hát". Nó dựa trên các cuộc nói chuyện giữa McCartney với nhà thơ Ireland Paul Muldoon. The Lyrics được vinh danh là Quyển sách của năm bởi cả Barnes & Noble và Waterstones.

## Sáng tác nghệ thuật khác

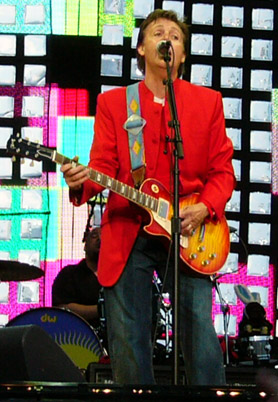
McCartney trình diễn tại Praha năm 2004

Sau khi có được tấm bằng A-level ở tuổi 19, nghệ thuật là mối quan tâm duy nhất của McCartney. Tới giữa những năm 60, anh bắt đầu quan tâm tới visual art, cùng với đó kết bạn với nhiều ông chủ các phòng tranh, tham gia vào vài dự án phim, kịch và nhạc cổ điển. Ban đầu, Paul làm quen với nghệ sĩ avant-garde John Dunbar, người đã giới thiệu anh với Robert Fraser, người định hướng cho McCartney những cung cách của một nhà văn và nghệ sĩ. Anh là người chỉnh sửa và ra mắt phòng tranh Indica Gallery ở Mason's Yard, Luân Đôn, nơi sau này Lennon gặp gỡ Ono. Indica Gallery giúp McCartney làm quen với Miles, người làm việc ở tờ International Times. Miles sau này là quản lý của một nhãn đĩa nhỏ của Apple, Zapple Records, và là người viết cuốn tự truyện chính thức của McCartney, Many Years From Now (1997).
Khi còn ở nhà của Jane Asher, McCartney được chính mẹ của Jane hướng dẫn học đàn piano khi bà là giáo viên của Trường Nhạc kịch Guilddall, nơi mà George Martin từng theo học. Khả năng sáng tác của anh được học từ Karlheinz Stockhausen và Luciano Berio. Về sau Paul cũng thử sức với nhạc tân cổ điển cùng các thể loại điện tử, sau đó là văn học. McCartney là người bảo trợ cho Học viện Nghệ thuật thành phố Liverpool, ngôi trường được xây từ cơ sở hạ tầng của Trường nam sinh Liverpool.
Hội họa
Qua Robert Fraser – một chủ sở hữu phòng tranh – mà McCartney có được mối quen biết với rất nhiều nghệ sĩ, trong đó có thể kể tới Andy Warhol, Claes Oldenburg, Peter Blake và Richard Hamilton, nhờ đó anh bắt đầu có được những kiến thức đầu tiên về đánh giá nghệ thuật. Anh bắt đầu mua tranh của René Magritte và nhờ ông thiết kế logo cho Apple.
McCartney bắt đầu thích vẽ khi xem nghệ sĩ Willem de Kooning thể hiện ở xưởng vẽ của mình. Anh bắt đầu vẽ từ năm 1983 và tới năm 1999, Paul có triển lãm tranh đầu tiên (cùng vài bức của Lennon, Andy Warhol và David Bowie và ảnh chụp của Linda) ở Siegen, Đức. Wolfgang Suttner là người quan tâm tới phong cách của McCartney và những phản ứng tích cực đã thúc đẩy ông thực hiện triển lãm tại Anh. Triển lãm đầu tiên được mở tại Bristol, Anh với 50 bức được trưng bày. Trước đây, McCartney từng tin rằng "chỉ có những người từng học trường nghệ thuật mới có thể vẽ được tranh", như Lennon nói.
Tháng 10 năm 2000, Ono và McCartney cùng tổ chức những cuộc triển lãm tranh tại Luân Đôn và New York. McCartney nói: "Tôi đã dành buổi triển lãm của mình cho Walker Art Gallery ở Liverpool, nơi mà Lennon và tôi từng tốn rất nhiều thời gian vào mỗi buổi chiều. Tôi thực sự rất vui vì điều đó. Tôi chưa từng nói với ai rằng tôi đã vẽ suốt 15 năm qua, nhưng giờ đã tới lúc mọi người cần biết điều đó." Chính Paul là người thiết kế serie tem cho Isle of Man Post vào năm 2002, và theo BBC, ông là ngôi sao nhạc rock đầu tiên thực hiện điều này.
Văn học
Khi Paul còn nhỏ, mẹ luôn đọc thơ cho cậu và giục cậu tích cực đọc sách, trong khi người cha hay chơi đố chữ luôn rủ cậu và em trai Micheal chơi cùng. Sau đó cậu bị ảnh hưởng bởi Alan Durband – thầy giáo dạy văn ở Trường nam sinh. Durband là người đồng sáng lập và gây quỹ cho nhà hát Everyman ở Liverpool – nơi mà Willy Russell cũng từng làm việc – và giới thiệu cho McCartney những tác phẩm của Geoffrey Chaucer.
Năm 2001, McCartney cho phát hành cuốn Blackbird Singing bao gồm những phần thơ và lời của những ca khúc của ông. Trong lời giới thiệu cuốn sách, ông nói: "Khi tôi còn là một chú nhóc... trí óc tôi từng bị lấn át bởi ý nghĩ xuất bản một tập thơ cho tờ báo trường. Tôi đã từng viết một vài điều sâu sắc và ý nghĩa, song nó đã bị từ chối, vậy nên tôi nghĩ tôi nên quay lại làm điều mà tôi chưa từng làm được." Vài năm sau, ông có viết một bài thơ tưởng nhớ cái chết của người bạn ấu thơ, Ivan Vaughan. Năm 2005, ông cộng tác cùng Philip Ardagh và Geoff Dunbar để viết cuốn sách High in the Clouds: An Urban Furry Tail. Tờ The Guardian gọi đây là "cuốn sách chống chủ nghĩa tư bản dành cho thiếu nhi".
Phim ảnh
Khi còn nhỏ, McCartney luôn quan tâm tới phim hoạt hình và tới năm 1981, anh có đề nghị Geoff Dunbar để anh làm bộ phim hoạt hình ngắn có nhan đề Rupert and the Frog Song. McCartney vừa là người viết kịch bản, sản xuất và lồng tiếng cho vài nhân vật của phim. Năm 1992, Paul lại cùng Dunbar tham gia vào một dự án phim nói về nghệ sĩ người Pháp Honoré Daumier - bộ phim giúp họ cùng nhận được giải BAFTA. Năm 2004, họ cùng thực hiện bộ phim hoạt hình ngắn có tên Tropic Island Hum. Năm 1995, McCartney xuất hiện trong tập phim "Lisa the Vegetarian" của serie phim hoạt hình Mỹ The Simpsons và đạo diễn bộ phim tư liệu về ban nhạc Grateful Dead.
Năm 2000, McCartney cho ra mắt Wingspan: An Intimate Portrait, bộ phim tài liệu bao gồm ảnh chụp và những thước phim và hình ảnh hậu trường mà ông và Linda thực hiện cùng gia đình và ban nhạc. Xen giữa bộ phim 88 phút là một đoạn đối thoại giữa Mary McCartney với bố. Mary chính là đứa bé trong chiếc áo jacket của Paul ở ảnh bìa của album solo đầu tay của ông, McCartney, và là một trong những người sản xuất bộ phim tài liệu.

## Các mối quan hệ cá nhân

### Bạn gái
Dot Rhone
Bạn gái "thực sự" đầu tiên của McCartney là Dot Rhone, người anh gặp tại một quán bar năm 1959. Khi Paul đi lưu diễn cùng ban nhạc tại Hamburg, anh viết cho Rhone rất đều đặn, và cô giới thiệu Cynthia Powell cho ban nhạc cho lần quay lại đây của họ vào năm 1962. Họ đã có hơn 2 năm rưỡi quan hệ, cho tới khi Rhone bị sẩy thai, mà theo Spitz, McCartney có cớ để hủy đính hôn trước đó.
Jane Asher

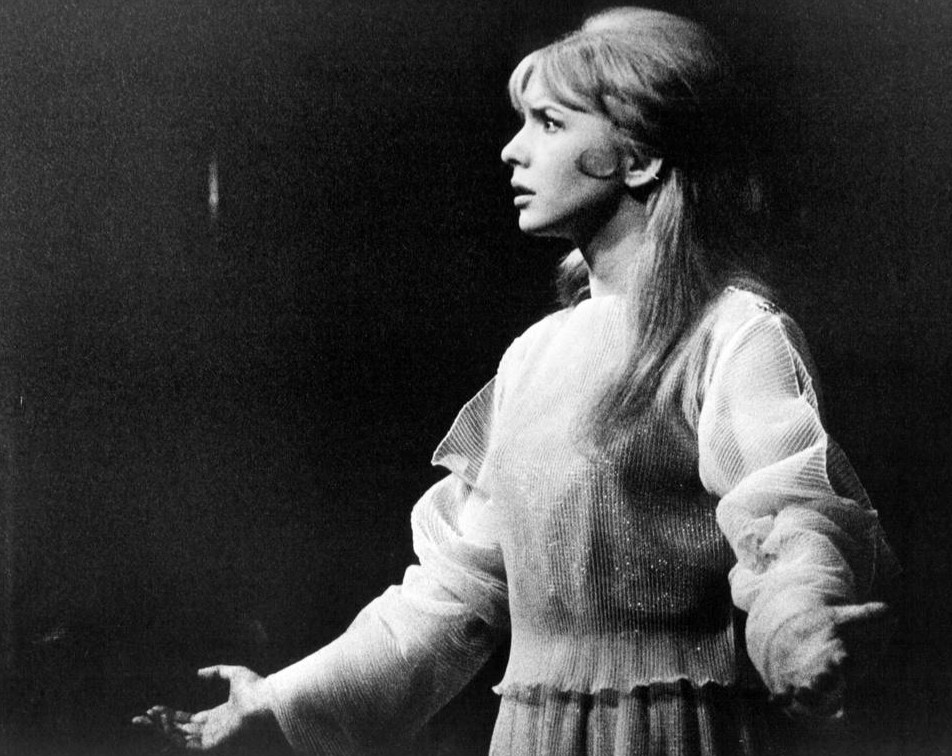
Jane Asher năm 1967

Ngày 18 tháng 3 năm 1963, McCartney lần đầu gặp nữ diễn viên Jane Asher, khi phóng viên hỏi liệu cô có thể chụp ảnh cùng The Beatles trong buổi diễn của họ tại Royal Albert Hall. Cả hai bắt đầu mối quan hệ và McCartney dọn tới ở cùng Asher tại nhà bố mẹ cô ở địa chí 57 phố Wimpole, Luân Đôn. Họ ở đó gần 3 năm cho tới khi anh dọn ra nhà riêng ở St John's Wood. Khi ở nhà Asher, McCartney đã viết rất nhiều ca khúc để đời, trong đó có thể kể tới "Yesterday", "And I Love Her", "You Won't See Me", và "I'm Looking Through You". Họ đã có mối tình kéo dài 5 năm, có kế hoạch kết hôn đàng hoàng, trước khi Asher tuyên bố hủy đính hôn khi phát hiện McCartney có mối quan hệ với một người con gái khác, Francie Schwartz.

### Hôn nhân
Linda Eastman
Linda Eastman là một người yêu nhạc thực sự khi từng nói: "Tuổi teen của tôi là dành cho các chương trình radio", và cô cũng từng tìm mọi cách kể từ khi còn đi học để có vé xem Fabian, Bobby Darin, hay Chuck Berry trình diễn. Cô là người chụp ảnh cho rất nhiều nghệ sĩ nổi tiếng như The Jimi Hendrix Experience, The Grateful Dead, The Doors, và The Beatles. Cô nói khi lần đầu gặp họ năm 1966 tại Sân vận động Shea: "John là người hùng của đời tôi, vậy nên tôi luôn chú ý tới anh ấy. Nhưng khi tôi tiếp xúc thì sự cuốn hút đó nhanh chóng biến mất, và tôi lại thấy thích Paul hơn." McCartney và Eastman lần đầu tiếp xúc với nhau tại quán bar The Bag O'Nails năm 1967. Paul nhớ lại: "Cái buổi tối mà tôi và Linda gặp nhau, tôi vốn đã thấy cô ấy qua lại trong quán nhiều, và tôi nghĩ tốt hơn là nên bắt chuyện thử, tôi nghĩ là tôi phải làm vậy..." Linda nói: "Tôi có hơi ngượng ngùng vào tối đó. Tôi có đi cùng với một vài người khác, và tôi thấy Paul ngồi ở một góc quán bar. Anh ấy trông thật bảnh bao, tôi thấy tự tin và muốn nói chuyện thử với anh." Họ kết hôn năm 1969, và anh nói về tình yêu của họ: "Chúng tôi có thật nhiều điều tuyệt vời,... nó tự nhiên như những gì chúng tôi có. Niềm vui của chúng tôi đơn giản là đi chơi. Linda luôn biết cách thể hiện trong mọi khoảnh khắc." Anh cũng thêm: "Chúng tôi đã có lúc điên dại. Chúng tôi đã cãi vã ra trò vào đêm trước khi quyết định kết hôn... và thật kỳ diệu là chúng tôi đã vượt qua được."
Hai vợ chồng đã cùng cộng tác trong lĩnh vực âm nhạc sau khi The Beatles tan rã vào năm 1970 với việc lập ra ban nhạc Wings. Họ đều ăn chay trường vì là thành viên của hiệp hội bảo vệ động vật hoang dã. Họ có bốn người con, Heather (con riêng của Linda), Mary, Stella và James. Linda qua đời năm 1998 vì ung thư vú. Sau cái chết của cô, McCartney nói với tờ Daily Mail: "Tôi cần những lời an ủi vì tôi biết tôi thực sự cần những sự giúp đỡ. Cô ấy thật tuyệt vời, giúp tôi vựot qua những sai lầm... Nhưng tôi chợt nghĩ, rằng chúng ta cũng chỉ là những con người. Đám cưới của chúng tôi thực sự hoàn hảo. Chúng tôi chỉ như là những người đang yêu nhau mà có thêm những đứa trẻ."
Heather Mills

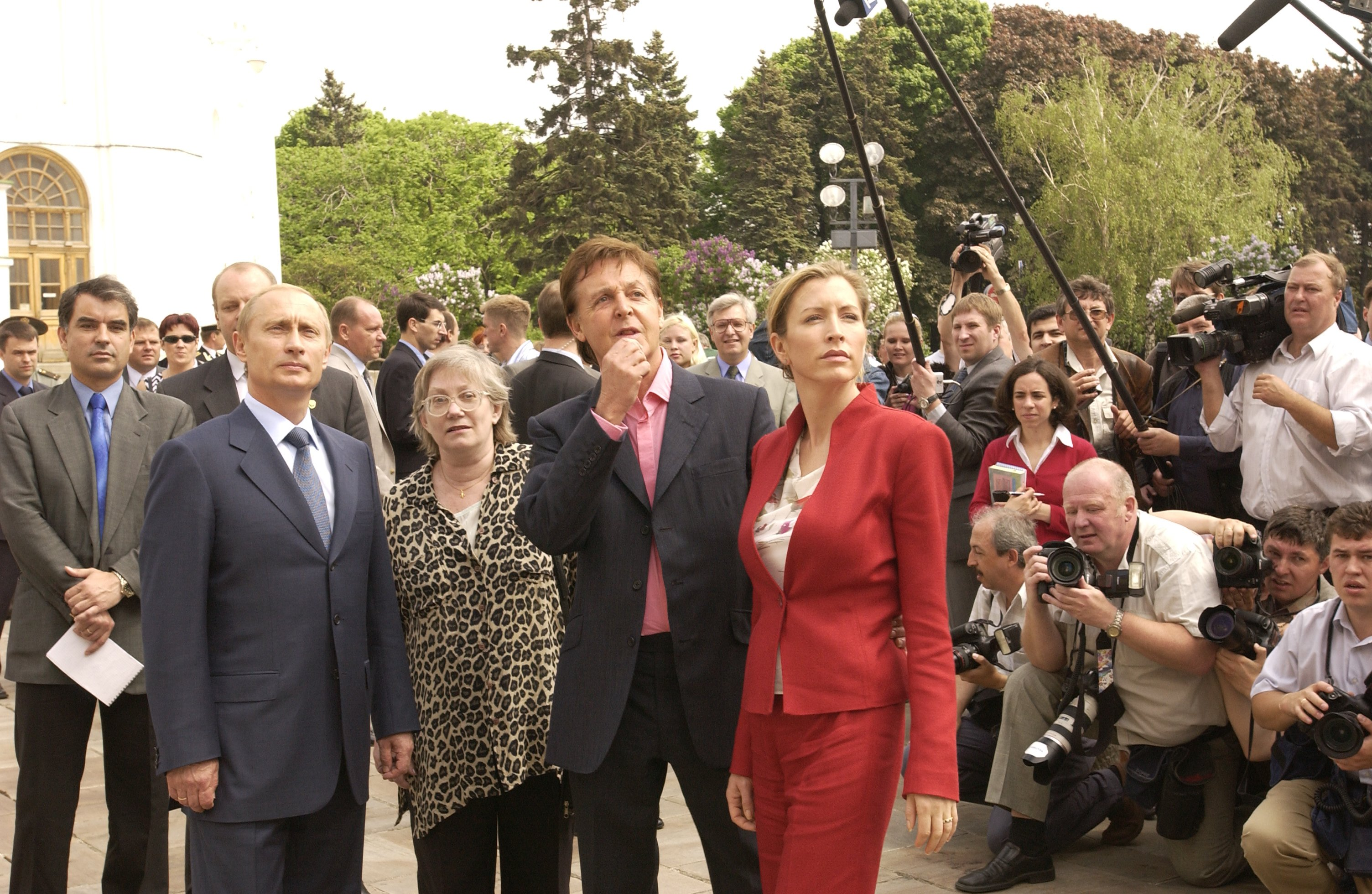
Tổng thống Nga Putin cùng McCartney và Mills năm 2003

Ông tái hôn cùng Heather Mills, vào tháng 6 năm 2002. Năm 2003, họ có đứa con đầu lòng, Beatrice Milly. Năm 2004, McCartney nói trước truyền thông: "Họ (công chúng) không đánh giá chuyện này như khi tôi với Asher", "Tôi cưới ở New York và đã có con, và có vẻ họ không thích điều đó.". Họ ly thân năm 2006 và chính thức ly dị vào năm 2008 với cái giá 140 triệu đô-la.
Nancy Shevell
Ông cưới người mẫu người New York, Nancy Shevell, tại Old Marylebone Town Hall, Luân Đôn ngày 9 tháng 10 năm 2011. Cả hai đã hẹn hò từ tháng 11 năm 2007. Là người từng chiến thắng căn bệnh ung thư vú, Shevell cũng là thành viên của New York Metropolitan Transportation Authority và phó chủ tịch của công ty vận tải sở hữu New England Motor Freight.

### The Beatles
John Lennon
Dù có một mối quan hệ căng thẳng với Lennon sau khi The Beatles tan rã, họ vẫn trở nên thân thiết kể từ sau năm 1974 khi cùng tham gia vào 2 chương trình ca nhạc. Tuy nhiên chỉ sau đó ít lâu, họ lại trở về trạng thái đối đầu.
Ngày 24 tháng 4 năm 1976, cả hai cùng ngồi xem chương trình Saturday Night Live tại nhà Lennon ở thành phố New York. Đây cũng là lần cuối cùng hai người trực tiếp gặp mặt nhau. Sự kiện này được thực hiện thành bộ phim Two of Us, chiếu trên truyền hình năm 2000. Lần cuối McCartney gọi điện cho Lennon là hôm trước khi anh và Ono phát hành Double Fantasy: "Điều đó thực sự an ủi tôi, bởi vì tôi luôn cảm thấy thật buồn khi chúng tôi không còn ngồi bên nhau để cùng nói về sự khác biệt ở mỗi người. Thật may mắn làm sao, rằng lần cuối chúng tôi còn được nói chuyện thực sự tuyệt vời, vì chúng tôi chưa từng có được những khoảnh khắc bùng nổ dữ dội vậy."
Sáng sớm ngày 9 tháng 12 năm 1980, McCartney tỉnh dậy với tin Lennon bị ám sát tại nhà riêng đêm hôm trước. Tối ngày hôm đó, McCartney rời phòng thu ở phố Oxford và đối diện trước đám phóng viên đang ngóng đợi những phản ứng từ chính anh. Anh bị chỉ trích dữ dội khi trả lời: "Đó là một vấn đề sao?" ("It's a drag?"). Paul sau đó giải thích: "Khi John bị ám sát bởi ai đó và trước mặt tôi là bao nhiêu chiếc micro với câu hỏi: 'Anh đang nghĩ gì?', vậy nên tôi trả lời như vậy với ý rằng tôi vẫn đang day dứt với từng nỗi đau trong lòng." Anh cũng nói về lần đầu gặp gỡ Ono sau cái chết của Lennon:
"Tôi gặp Yoko sau cái ngày định mệnh đó và điều đầu tiên cô ấy nói với tôi: "Có lẽ John quá ngây thơ với anh". Cuộc gọi cuối cùng giữa chúng tôi khẳng định rằng chúng tôi vẫn là những người bạn tốt. Anh ấy luôn là một chàng trai nồng hậu, John. Anh ấy thích hạ chiếc kính râm xuống, và nói: "Chỉ có thể là tôi". Điều đó vững chãi như những bức tường vậy. Một tấm khiên. Đó là những khoảnh khắc mà tôi không bao giờ quên."
Năm 1983, Paul bộc bạch: "Tôi sẽ không trở thành một kẻ khó tính và kín đáo như vậy nếu tôi biết là John sắp phải rời xa thế giới. Tôi sẽ cố gắng bỏ đi thứ "mặt nạ" để có mối quan hệ tốt hơn với anh ấy." McCartney nói rằng đêm đó, anh đọc tin trên truyền hình, ngồi với các con, và nằm khóc suốt tối. Năm 1997, anh nói rằng các Beatle khác đều cảm thấy lo lắng khi nghĩ rằng mình có thể là mục tiêu ám sát. Năm 2002, McCartney trả lời trên tờ Mojo rằng Lennon là một "người anh hùng". Tháng 6 năm 1981, McCartney gặp Harrison và Starr để cùng thu âm ca khúc "All Those Years Ago". Năm 1982, McCartney viết "Here Today" tưởng nhớ những năm tháng anh còn bên Lennon.
George Harrison

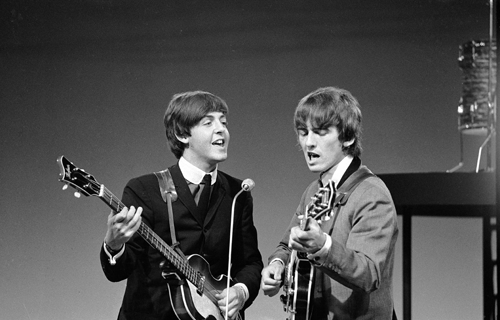
Paul McCartney và George Harrison trên sân khấu vào năm 1964

Harrison nói về McCartney: "Paul chỉ tận tình giúp đỡ khi bạn giúp anh ấy khoảng 10 bài, đáng lẽ anh ấy nên giúp đỡ các sáng tác của tôi. Điều đó thật buồn. Thực tế nó là sự ích kỷ... Có rất nhiều ca khúc mà tôi phải chơi bass, bởi vì đó là những gì mà Paul muốn làm. Nếu anh ấy là người viết ca khúc, anh ấy sẽ tới phòng thu và nói: "Hãy làm đi". Anh ấy không cho bạn chút cơ hội nào để thể hiện mình."
Cuối năm 2001, Paul hay tin George không thể chiến thắng được căn bệnh ung thư phổi. Sau khi George qua đời ngày 29 tháng 11 năm 2001, Paul đã trả lời trước phóng viên ở gần nhà của George ở St. John's Wood, rằng "(George) là một chàng trai tuyệt vời và là một người đàn ông mạnh mẽ vô cùng đa cảm với cuộc sống.""Chúng tôi đã lớn lên bên nhau và chúng tôi đã cùng có rất nhiều kỷ niệm đẹp. Đó là những điều tôi luôn khắc ghi. Tôi luôn yêu cậu ấy như với một người em trai." Những ngày cuối đời, Harrison sống tại một phòng điều trị ở Hollywood do McCartney chính tay trả tiền. Một năm sau ngày mất của Harrison, McCartney đã chơi "Something" bằng đàn ukulele tại chương trình tưởng niệm Concert for George. Anh cũng chơi "For You Blue" và "All Things Must Pass", cùng với đó là chơi piano trong bản hát "While My Guitar Gently Weeps" trình diễn bởi Eric Clapton.
Ringo Starr

Ringo Starr và Paul McCartney trong buổi ra mắt game The Beatles: Rock Band năm 2009

Dù rằng Starr từng nói về McCartney là một kẻ "tốt bụng song không thành thật", cả hai vẫn thường giúp đỡ hoạt động các công ty của nhau, và nhất là từng có một chuyến nghỉ mát gia đình ở Hy Lạp. Starr nhớ lại: "Dù chúng tôi không hề hiểu ca khúc mà khách sạn bật, song tới đêm cuối Paul và tôi trở thành những rocker chơi "What I'd Say"". Đã từng có một số thời gian họ có những khúc mắc, như trong quá trình thu âm Album trắng. Theo Peter Brown: "Thật tệ nếu cữ giữ bí mật rằng khi Starr rời nhóm, Paul đã phải chơi trống cho các sáng tác của mình..." Năm 1968, cả hai đã cãi nhau khi Paul phàn nàn việc chơi trống của Starr trong "Back in the U.S.S.R." và điều đó khiến Starr bực tức rời nhóm trong một thời gian ngắn. Starr trở lại nhóm vào tháng 9 và thấy những lẵng hoa trên dàn trống của anh. Starr nói về tài năng của McCartney: "Một trong những tay bass xuất chúng nhất của thế giới. Tuy nhiên, anh ấy có cá tính rất mạnh... để thể hiện mình... vậy nên những bất đồng là điều không thể tránh khỏi theo thời gian."

## Đời sống cá nhân

### Sử dụng chất kích thích
McCartney lần đầu sử dụng chất kích thích khi The Beatles biểu diễn tại Hamburg, Đức. Họ dùng preludin để đảm bảo có được năng lượng, và được Astrid Kirchherr ủng hộ. Theo McCartney, thông thường mỗi lần anh chỉ dùng 1-2 viên, trong khi Lennon dùng mỗi lần 4-5 viên mỗi tối. Anh nói rằng đã cảm thấy rất "phê" khi Bob Dylan giới thiệu cần sa cho ban nhạc ở New York năm 1964. Việc lạm dụng nó dần trở thành thói quen, theo Barry Miles, mọi ca từ của The Beatles sau này luôn có hàm ý "thuốc" hoặc "phê", lấy cảm hứng khi họ đang dùng cần sa, điển hình trong ca khúc "Got to Get You into My Life". Khi quay bộ phim Help!, Paul thú nhận rằng anh thường hút thuốc khi lái xe tới trường quay, và điều đó đôi khi khiến anh không biết đang đi đường nào. Đạo diễn Dick Lester từng rủ rê anh dùng heroin tuy nhiên bị anh thẳng thừng từ chối. Tuy nhiên, McCartney đã thử dùng cocaine khi bắt đầu dự án Sgt. Pepper's Lonely Hearts Club Band bởi nghệ sĩ Robert Fraser. Anh nói rằng việc anh quyết tâm bỏ chất kích thích là vì anh ghét những cảm giác chán nản, hụt hẫng sau khi những cơn thuốc chấm dứt.
Paul bắt đầu thử LSD vào mùa thu năm 1966 qua lời giới thiệu của người bạn thân Tara Browne. Ngày 21 tháng 3 năm 1967, anh có lần thử thứ 2 cùng Lennon tại phòng thu trong quá trình thu âm Sgt. Pepper. Anh trở thành Beatle đầu tiên thú nhận sử dụng chất kích thích trước công chúng khi nói rằng chúng "khai sáng" anh, giúp anh "trở nên một người tốt hơn, trung thực hơn, vị tha hơn với xã hội". Ngày 24 tháng 7, McCartney có bài tranh luận trên tờ The Times về tính hợp pháp của cần sa, yêu cầu phóng thích những người sở hữu và đề nghị những nghiên cứu về giá trị y học của chúng. Anh trở thành nghệ sĩ đầu tiên của Anh thừa nhận mình sử dụng LSD trước công chúng. Một chiến dịch được kêu gọi bởi một nhóm có tên là Soma, bao gồm nhiều nhân vật quan trọng, như một vài Nghị sĩ Quốc hội, The Beatles, Brian Epstein, R.D. Laing, Francis Crick và Graham Greene.
Dù trước đó chưa từng bị bắt bởi cảnh sát như Lennon, Harrison hay Mick Jagger đã từng bị, nhưng cuối cùng tới năm 1972, anh bị cảnh sát Thụy Điển điều tra với tội danh tàng trữ cần sa, cùng với đó là bằng chứng chứng tỏ anh đang trông giống cây này tại trang trại của mình. McCartney bị bắt một lần nữa vào năm 1975, rồi 1980 khi cùng Wings biểu diễn tại Nhật Bản. Cảnh sát đã tìm được khoảng 8 ounce (218.3 g) cần sa trong hành lý của anh, và McCartney bị dẫn tới phòng tạm giam chờ quyết định của chính phủ Nhật. Sau 10 ngày, anh được thả ra và liền bị trục xuất. Paul bị bắt một lần nữa vào năm 1984, và tới năm 1997, anh nói: "Người người hút thuốc và việc biến nó thành một tội thực sự là sai lầm."

### Thiền học
Ngày 24 tháng 8 năm 1967, McCartney lần đầu gặp thiền sư Maharishi Mahesh Yogi ở khách sạn Hilton thành phố Luân Đôn, sau đó, anh tới Bangor, phía bắc xứ Wales tham dự một hội thảo mà The Beatles bắt đầu nghiên cứu sâu về thiền siêu việt. "Thiền thực sự là một điều tuyệt vời và tới giờ tôi vẫn sử dụng các chân ngôn. Tôi thấy điều đó thực sự nhẹ nhàng, và khi bạn ngày một hiểu nó, bạn sẽ lại càng quan tâm tới nó hơn." Quãng thời gian sau đó mà McCartney cùng The Beatles dành cho việc tới thỉnh Maharishi ở Ấn Độ chính là lúc anh sáng tác với khối lượng rất lớn ca khúc cho các album Album trắng và Abbey Road sau này. Dù McCartney nói anh không hề tiết lộ các chân ngôn cho bất kỳ ai, song anh đã thừa nhận từng có lần nói cho Linda, và anh đã thiền rất nhiều trong thời gian anh bị giam tại Nhật Bản. Năm 2009, McCartney và Starr cùng tham gia vào buổi biểu diễn tại Radio City Music Hall để gây quỹ David Lynch Foundation nhằm giới thiệu thiền siêu việt cho những trẻ em mắc bệnh hiểm nghèo.

### Các hoạt động xã hội

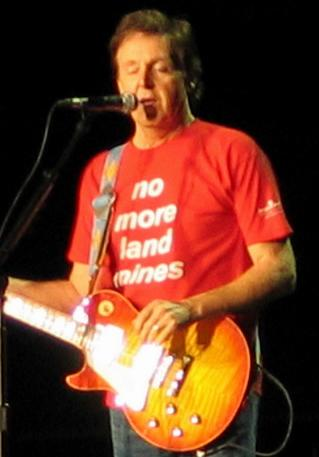
Paul McCartney biểu diễn trong chiến dịch chống bom mìn

Bảo vệ quyền động vật là một trong những hoạt động tích cực nhất mà Paul với Linda cùng thực hiện. Họ trở thành những người ăn chay trường, sau khi một lần Paul đang ăn thịt cừu và nhìn thấy những con cừu khác qua cửa sổ. Paul nói anh bắt đầu quan tâm tới vấn đề này sau khi xem cảnh nai mẹ bị bắn trong bộ phim Bambi (1942) của Disney. Sau khi Linda qua đời, anh vẫn tiếp tục các hoạt động bảo vệ quyền động vật. Năm 1999, Paul trả 3.000.000 £ cho công ty Linda McCartney Foods đảm bảo tiếp tục sản xuất các thực phẩm theo công nghệ di truyền.
Sau đám cưới với Heather Mills, ông tham gia vào chiến dịch vận động chống bom mìn và cùng làm chủ tịch của Adopt-A-Minefield. Năm 2003, McCartney tổ chức một buổi diễn cá nhân để quyên góp tiền cho chiến dịch của vợ. Ông cũng mặc chiếc áo ghi dòng chữ "no more land mines" trong tour diễn Back in the World của mình. Năm 2006, ông tới đảo Hoàng tử Edward nhằm góp phần huy động sự chú ý của thế giới trước nạn săn bắt hải cẩu. Chuyến đi của ông gây chú ý mạnh mẽ tới tỉnh Newfoundland và Labrador phía bắc Canada, nơi mà săn bắt loài động vật này là nguồn thu nhập chính. Đôi vợ chồng đã cùng tranh luận với chủ tịch tỉnh Newfoundland, Danny Williams, trong chương trình Larry King Live. Tại đây, họ đã cùng thống nhất rằng người ngư dân nên dừng việc săn bắt hải cẩu, thay vào đó nên bắt đầu quan tâm tới chúng hơn. McCartney cũng chỉ trích các công ty sản xuất lông thú của Trung Quốc, cùng với đó ủng hộ chương trình Make Poverty History.
McCartney thường xuyên tham gia và tổ chức các buổi trình diễn từ thiện, trong đó có thể kể tới Concerts for the People of Kampuchea, Ferry Aid, Band Aid, Live Aid. Ông cũng ghi âm ca khúc "Ferry Cross the Mersey" (1989) để tưởng niệm thảm họa Hillsborough. Năm 2004, ông đóng góp ca khúc "US Campaign for Burma", ủng hộ nhà hoạt động hòa bình Aung San Suu Kyi, và năm 2008, ông lại đóng góp một ca khúc vào CD của Aid Still Required nhằm giúp đỡ khôi phục châu Á sau thảm họa sóng thần 2004.
Năm 2009, ông viết cho Đạt-lại Lạt-ma thứ 14 Tenzin Gyatso hỏi lý do tại sao ông không phải là một người ăn chay. McCartney nói: "Ông ấy đã trả lời vô cùng lịch sự, nói rằng bác sĩ của tôi khuyên tôi cần phải ăn thịt. Tôi trả lời ông ấy rằng tôi thấy điều đó không hoàn toàn đúng. Chúng tôi đã trao đổi rất nhiều, và giờ tôi nghĩ ông ấy đã giống với một người ăn chay hơn. Tôi nghĩ tới giờ ông ấy... có thể tìm thấy chất đạm từ nhiều nguồn khác. Thực sự là vô cùng cổ hủ nếu ông ấy nghĩ rằng chất đạm chỉ có ở thịt. Và thực tế sẽ là không đúng nếu một Đạt-lại Lạt-ma nói rằng: "Đừng làm hại chúng sinh... Oh, và tôi đang ăn một miếng thịt.""

### Bóng đá
McCartney bị bắt gặp khi xem trận chung kết cúp FA năm 1968 giữa West Bromwich Albion và Everton F.C. Sau trận đấu, anh còn vui vẻ chia thuốc lá cho vài cổ động viên. Dù công khai ủng hộ Everton, anh cũng tuyên bố mình yêu thích cả Liverpool F.C. khi mặc áo đấu của họ trong một bức ảnh chụp cũng vào năm 1968. Một cựu cầu thủ của Liverpool, Albert Stubbins, cũng được xuất hiện trên bìa của Sgt. Pepper. Video ca khúc "Pipes of Peace" (1983) của McCartney tái hiện lại trận đấu đêm Giáng sinh 1915 giữa Đức và Anh hồi Chiến tranh thế giới thứ nhất. Khi kết thúc buổi diễn "Coming Up (Live at Glasgow)", khán giả vẫn hô vang "Paul McCartney!" cho tới khi anh hét to "Kenny Dalglish!" (huyền thoại bóng đá của Scotland và CLB Liverpool).
McCartney lại bị bắt gặp lần nữa khi xem trận chung kết cúp FA năm 1986 giữa Liverpool và Everton. Năm 2008, ông biểu diễn tại Anfield trình diễn nhân dịp thành phố Liverpool nhận giải thưởng Thủ đô văn hóa của châu Âu. Dave Grohl của Foo Fighters hát cùng ông ca khúc "Band on the Run", sau đó là chơi trống cho "Back in the U.S.S.R.". Yoko Ono và Olivia Harrison cùng tới tham dự buổi diễn, cùng với đó là HLV của Liverpool, Rafael Benítez. Khi được hỏi về lý do vì sao ông ủng hộ cả hai đội bóng đối địch, ông giải thích: "Thế này, bố tôi sinh ra ở Everton, về lý thuyết gia đình của tôi là những người ủng hộ Everton, vậy nên nếu có trận đấu nào mà 2 đội đối đầu, tôi sẽ ủng hộ Everton. Nhưng sau buổi biểu diễn ở sân vận động Wembley, tôi kết thân với Dalglish và tôi nghĩ sẽ ủng hộ cả hai đội, bởi họ đều tới từ Liverpool!"

## Công việc doanh nhân
McCartney là một trong những người giàu nhất nước Anh, với tổng tài sản ước tính khoảng 475 triệu bảng (năm 2010). Ngoài Apple Corps, công ty MPL Communications của ông sở hữu tới 25.000 ca khúc, trong đó sở hữu quyền phát hành của các nghệ sĩ như Guys and Dolls, A Chorus Line, và Grease. Ông kiếm được 40 triệu bảng vào năm 2003, trở thành người Anh kiếm được nhiều nhất ngành giải trí. Năm 2005, con số đó là 48,5 triệu. Năm 2006, "Paul McCartney" được MPL đăng ký bản quyền và trở thành một thương hiệu riêng.
Northern Songs
Northern Songs được thành lập vào năm 1963 bởi Dick James nhằm phát hành các sáng tác của Lennon-McCartney. The Beatles ngừng cộng tác với họ sau khi gia nhập Apple Corps vào năm 1968. Năm 1969, Northern Songs bị bán cho Associated Television, rồi được Michael Jackson mua lại vào năm 1985. Trong một thời gian dài, McCartney luôn tỏ rõ thái độ không hài lòng khi Jackson sở hữu Northern Songs.
Dù không có hoàn toàn quyền sở hữu các ca khúc của The Beatles, McCartney vẫn nhận được 1/3 giá trị của chúng tại Mỹ, và khoảng 50-55% giá trị trên toàn thế giới. Hai đĩa đơn đầu tiên của họ, "Love Me Do" và "P.S. I Love You", thuộc quyền sở hữu của nhãn đĩa Ardmore & Beechwood, được McCartney mua lại vào giữa những năm 80, và trở thành 2 ca khúc duy nhất của The Beatles thuộc quyền sở hữu của MPL Communications.

## Đánh giá
Là một tài năng âm nhạc, song McCartney lại chủ yếu tự học. Theo Ian MacDonald, "rất tự nhiên thứ âm nhạc của ông ấy không hề được đào tạo... [Ông ấy] thường hoàn thành công việc của mình hầu như hoàn toàn bởi bản năng, khả năng hòa âm của ông chủ yếu dựa vào việc ghi nhớ các cao độ hoàn hảo và đôi tai vô cùng sắc sảo." Về phần mình, McCartney nói: "Tôi thích nghĩ về năng khiếu chơi nhạc của mình... giống như những nghệ sĩ trước kia vẽ tranh trong hang động vậy: họ vẽ mà không cần được chỉ dẫn."
Bass
~ John Lennon, 1980
McCartney được ngưỡng mộ bởi rất nhiều tay bass lừng danh, trong đó có Sting, Mike Elizondo và Colin Moulding của XTC. Ông được biết đến khi sử dụng thường xuyên gảy, tuy nhiên đôi khi ông cũng chơi fingerstyle rất tuyệt. Trong những năm đầu với The Beatles, Paul hay dùng cây bass Höfner 500/1 trong liveshow cũng như thu âm. Từ năm 1965, ông chuyển sang Rickenbacker 4001s tích hợp với dàn ampli của Vox. Những năm gần đây, ông dùng dàn Mesa Boogie để chỉnh âm bass. McCartney thừa nhận ông bị ảnh hưởng bởi phong cách của James Jamerson, người mà cùng Brian Wilson được ông gọi là 2 "người hùng" của mình. Ông cũng kể thêm Stanley Clarke như là tay bass mà ông ưa thích nhất.
Trong khi MacDonald cho rằng ca khúc "She's a Woman" là ca khúc mà McCartney đã có bước tiến rõ rệt trong cách chơi bass của mình, thì người viết sử về The Beatles, Chris Ingham, lại cho rằng Rubber Soul là dấu mốc mà Paul "thực sự điều khiển được" cây bass của mình, đặc biệt trong ca khúc "The Word". Tony Bacon và Gareth Morgan cùng đồng tình với quan điểm đó, cho rằng sự "tiến bộ" của McCartney là một "đỉnh cao mới của cách chơi bass" và là "bằng chứng rõ ràng trong mặt thu âm về tài năng của ông với nhạc cụ này". MacDonald đưa ra kết luận rằng McCartney ảnh hưởng từ "Papa's Got a Brand New Bag" của James Brown, "In the Midnight Hour" của Pickett và nhạc soul của Mỹ, từ đó "bộc lộ một cách tự phát cách chơi bass vào thời điểm đó".
Bacon và Morgan miêu tả rằng cách chơi bass của McCartney trong "Rain" "thực sự bất ngờ... [McCartney] nghĩ về cả việc chơi bass làm nền cũng như làm lead [trong khi lựa chọn] vào các đoạn thắt... việc đó giúp ông làm rõ hơn các giai điệu mà không cần phải làm cho âm thanh thêm sắc". MacDonald gọi ca khúc đó là mặt B đĩa đơn mượt mà nhất, "thứ hòa âm lanh lảnh xung quanh tiếng bass của McCartney". Ông cũng miêu tả những tiếng bass đó là "sự đe dọa tiềm tàng có thể áp đảo toàn bộ ca khúc", cùng với đó là sự chú ý tới ảnh hưởng của âm nhạc cổ điển Ấn Độ trong "những đoạn luyến cuốn hút của phần bass".
Acoustic guitar
~ McCartney, Guitar Player, tháng 6 năm 1990
Với acoustic, McCartney thường chơi kiểu flatpick với gảy, tuy nhiên đôi lúc ông cũng chơi gảy bằng ngón (fingerpick). Hàng loạt ca khúc của The Beatles mà Paul chơi acoustic vô cùng thuần thục: "Yesterday", "I'm Looking Through You", "Michelle", "Blackbird", "I Will", "Mother Nature's Son" và "Rocky Raccoon". Trong số đó, "Blackbird" là ca khúc ưa thích của ông: "Tôi thường có vài trò khi chơi fingerpick, và trong "Blackbird" đôi lúc tôi đánh đồng thời 2 dây cùng lúc... Tôi thực sự cố bắt chước mấy nghệ sĩ chơi nhạc folk." McCartney hay sử dụng cây Epiphone Texan, cùng với đó là Martin D-28.
Guitar điện
~ McCartney, Guitar Player, tháng 6 năm 1990
McCartney chơi lead guitar trong khá nhiều ca khúc của The Beatles, mà theo MacDonald đó là "cách chơi guitar solo vô cùng góc cạnh và dữ dội" trong "Drive My Car" với cây Epiphone Casino; Paul nói: "Nếu tôi được cầm một cây guitar điện thì nó phải chơi như thế." Ông cũng chơi lead trong sáng tác của Harrison "Taxman", mà theo MacDonald là "cách chơi guitar solo gây sốc", cùng với đó là "rền rĩ" trong "Sgt. Pepper's Lonely Hearts Club Band" và "Helter Skelter", "sáng lòa" trong "Good Morning Good Morning". Trong "Taxman", McCartney bình luận: "Tôi lấy cảm hứng từ Jimi Hendrix. Đó là trải nghiệm đầu tiên của tôi khi dùng feedback cho guitar." Năm 1990, khi được hỏi ai là tay guitar ông thích nhất trong số Eddie Van Halen, Eric Clapton và David Gilmour, Paul bình thản nói: "Tôi vẫn thích Hendrix nhất." Trong những năm gần đây, ông dùng nhiều cây Gibson Les Paul, nhất là trong các buổi trình diễn trực tiếp.
Keyboards
McCartney chơi piano trong khá nhiều các ca khúc của The Beatles, tuy nhiên phần nhiều do chính ông sáng tác, như "Every Little Thing", "For No One", "A Day in the Life", "Hello, Goodbye", "Hey Jude", "Lady Madonna", "Let It Be" và "The Long and Winding Road". MacDonald cho rằng phần piano trong "Lady Madonna" rất giống với Fats Domino còn "Let It Be" thì nghe như nhạc phúc âm. MacDonald nói tiếng mellotron mà McCartney chơi trong "Strawberry Fields Forever" là vô cùng phù hợp với nhân vật trong ca khúc. Paul sử dụng máy chỉnh âm Moog trong 2 ca khúc "Maxwell's Silver Hammer" và "Loup (1st Indian on the Moon)" (của Wings). Ingham miêu tả 2 ca khúc của Wings "With a Little Luck" và "London Town" "tràn đầy những nốt nhạy cảm của nhạc pop". McCartney cũng dùng máy chỉnh âm trong một ca khúc khác nữa, "Wonderful Christmastime".
Hát
Giọng ca của McCartney pha trộn khá nhiều phong cách. Chẳng hạn trong "Call Me Back Again", Benitez đánh giá "giọng McCartney nghe giống giọng solo nhạc blues". Ian MacDonald nói "I'm Down" là "giọng rock and roll cơ bản". Ông cũng cho rằng "Helter Skelter" là tiền đề của heavy metal, trong khi "Hey Jude" là một "huyền thoại của pop/rock" cho thấy rằng McCartney đã dùng cả "những đoạn luyến của nhạc phúc âm" và thêm "đoạn kết bất ngờ theo kiểu nhạc soul". Theo Benitez, "Hope of Deliverance" và "Put It There" là những ca khúc mà McCartney đã cố thể hiện theo phong cách nhạc folk, còn nhà nghiên cứu âm nhạc Walter Everett cho rằng "When I'm Sixty-Four" và "Honey Pie" đã gần giống với vaudeville (một dạng hát nhạc kịch).
"Yesterday" được công nhận rộng rãi là một trong những bản ballad hay nhất lịch sử, trong khi MacDonald miêu tả "She's a Woman" như một ca khúc của hard rock "âm thanh đỉnh cao nhất mà họ đã từng thực hiện", và nói về giọng McCartney "đã đi tới giới hạn, ép hơi tới hết khả năng của lồng ngực thậm chí có thể đe dọa vỡ bất kể lúc nào." MacDonald nói "I've Got a Feeling" là "tục tĩu và gần với một rocker" với "một chất giọng mạnh mẽ và có hồn", còn "Back in the U.S.S.R." là "ca khúc cuối cùng [của Beatles] theo nhịp nhanh". Ông cũng đánh giá cao cách McCartney "belting" trong "Drive My Car".
Trống
Trong một số ca khúc của The Beatles, McCartney trở thành tay trống bất đắc dĩ, ví dụ như "Back in the U.S.S.R.", "Dear Prudence", "Wild Honey Pie" và "The Ballad of John and Yoko". Ông cũng tự mình chơi trống trong 2 album solo đầu tay của mình, McCartney và McCartney II, và trong các album của Wings, bao gồm Band On The Run và Chaos and Creation in the Backyard.
Những ảnh hưởng khác
Âm nhạc của Paul sớm bị ảnh hưởng bởi nhiều nghệ sĩ khác, bao gồm Elvis Presley, Carl Perkins, Buddy Holly, Chuck Berry và Little Richard. Khi được hỏi tại sao Presley không có mặt trong bìa của Sgt. Pepper, McCartney trả lời: "Elvis quá quan trọng và ở xa phía trên so với những người khác. Tôi nghĩ mọi người đều công nhận điều này, vậy nên chúng tôi không cho ông ấy vào trong danh sách, vì đơn giản ông ấy hơn hẳn mọi nghệ sĩ nhạc pop khác. Ông ấy là Elvis the King." Theo MacDonald, cách chơi bass của McCartney trong "I Saw Her Standing There", đã bị "lấy cắp" bởi Chuck Berry trong "I'm Talking About You".
Theo Penkins, McCartney gọi Little Richard là "thần tượng", và thừa nhận rằng cách lấy giọng ngân được lấy cảm hứng từ chính ca sĩ da màu này. McCartney cũng nói viết "I'm Down" theo phong cách của Little Richard.

## Tôn vinh

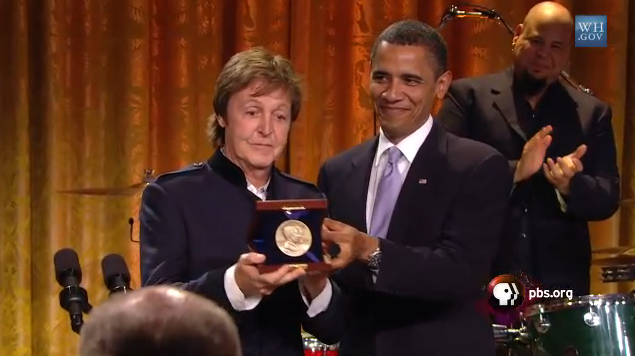
Paul McCartney nhận giải thưởng Gershwin từ tay Tổng thống Mỹ Barack Obama tháng 6 năm 2010 tại Nhà trắng

McCartney được Sách Kỷ lục Guinness miêu tả như "nhạc sĩ và nghệ sĩ thu âm xuất sắc nhất mọi thời đại", với 60 đĩa Vàng, 100 triệu album, 100 triệu đĩa đơn, và đồng tác giả với 43 ca khúc với tổng số lượng đĩa đã bản khoảng 1 triệu. Theo Guinness, ông là "người viết nhạc xuất sắc nhất" trong lịch sử âm nhạc Anh với việc là tác giả và đồng tác giả của "188 ca khúc trong bảng xếp hạng, trong số đó là 129 ca khúc khác nhau. Cùng với đó, 91 ca khúc đã nằm trong Top 10, 33 đã đứng ở vị trí số 1. Tổng cộng, các ca khúc của ông đã có 1,662 tuần trong bảng xếp hạng (tới năm 2007)". Năm 1986, ông nhận Huân chương danh vọng của Guinness là một chiếc đĩa làm bằng rhodi cùng với chứng nhận "nhạc sĩ vĩ đại nhất mọi thời đại".
Ở Mỹ, trong vai trò sáng tác (và đồng sáng tác), ông có 31 đĩa đơn số một trong Billboard Hot 100, trong số đó 12 là cùng The Beatles, 9 là solo và/hoặc cùng Wing, 1 là bản cover cùng Elton John ca khúc "Lucy in the Sky with Diamonds", 1 là ca khúc "A World Without Love" đồng tác giả với Peter and Gordon. Tính tới năm 2012, RIAA chứng nhận ông đã bán được ít nhất 15,5 triệu đĩa chỉ riêng tại Mỹ.
Dù Elvis Presley được coi là nghệ sĩ thành công nhất tại Anh với 18 đĩa đơn số 1, McCartney thực tế là nghệ sĩ có tận 24 đĩa đơn số 1 tại Anh với 17 ca khúc của The Beatles, 1 ca khúc solo, và 1 ca khúc với mỗi Wings, Stevie Wonder, Ferry Aid, Band Aid, Band Aid 20 và ca khúc "The Christians et all". Ông là nghệ sĩ duy nhất của Anh đạt vị trí số 1 khi vừa solo ("Pipes of Peace"), duo ("Ebony and Ivory" cùng Wonder), trio ("Mull of Kintyre", Wings), quartet ("She Loves You", The Beatles), quintet ("Get Back", The Beatles cùng Billy Preston), và cả hợp ca từ thiện (Ferry Aid).
Ca khúc bất tử của McCartney, "Yesterday" được coi là ca khúc được nổi tiếng nhất lịch sử âm nhạc với hơn 2.200 bản cover được biết đến. Theo BBC "đây là ca khúc duy nhất của Anh được chiếu tới hơn 7 triệu lần trên truyền hình và radio Mỹ và giành vị trí số 3 trong danh sách các ca khúc sáng tác bởi một nghệ sĩ Anh được chơi nhiều nhất tại Mỹ". "Hey Jude" sáng tác năm 1968 cũng là điểm sáng trong sự nghiệp của ông. Nó đứng đầu Billboard trong 9 tuần, nhiều hơn bất kể mọi đĩa đơn nào khác của The Beatles. Đây cũng là đĩa đơn dài nhất của họ. Ca khúc này được hát lại bởi rất nhiều danh ca, trong đó có Elvis Presley, Bing Crosby, Count Basie, và Wilson Pickett. Với 5 triệu bản đã bán, đây cũng là đĩa đơn bán chạy nhất của The Beatles.
Năm 1990, tiểu hành tinh 4148 được đặt tên theo McCartney. Tháng 7 năm 2005, ông lập kỷ lục khi có đĩa đơn ra mắt nhanh nhất lịch sử với "Sgt. Pepper's Lonely Hearts Club Band" hát cùng với U2 tại chương trình Live 8. Đĩa đơn này được phát hành thậm chí trước khi chương trình kết thúc. Nó đạt vị trí số 6 ở Billboard, và đạt vị trí số 1 ở nhiều nguồn download toàn thế giới. Năm 2008, ông nhận giải thưởng cống hiến tại Brit Awards, cùng với đó là bằng Tiến sĩ âm nhạc danh dự tại Đại học Yale. Năm 2012, ông là người cuối cùng của The Beatles nhận ngôi sao tại Đại lộ Danh vọng Hollywood.
Ngày 8 tháng 9 năm 2012, Paul McCartney được tổng thống François Hollande trao huân chương Bắc Đẩu Bội tinh cho công dân nước ngoài – huân chương cao quý nhất của nước Pháp cho những đóng góp về nghệ thuật của ông. McCartney là nghệ sĩ người Anh đầu tiên có được vinh dự này.

## Danh sách đĩa nhạc
Solo
- McCartney (1970)
- Ram (1971) (với Linda McCartney)
- McCartney II (1980)
- Tug of War (1982)
- Pipes of Peace (1983)
- Press to Play (1986)
- Flowers in the Dirt (1989)
- Off the Ground (1993)
- Flaming Pie (1997)
- Driving Rain (2001)
- Chaos and Creation in the Backyard (2005)
- Memory Almost Full (2007)
- New (2013)
- Egypt Station (2018)
- McCartney III (2020)

Wings
- Wild Life (1971)
- Red Rose Speedway (1973)
- Band on the Run (1973)
- Venus and Mars (1975)
- Wings at the Speed of Sound (1976)
- London Town (1978)
- Back to the Egg (1979)

Khác
- The Family Way (1967) (nhạc phim)
- Thrillington (1977) (phiên bản nhạc khí của Ram)
- Give My Regards to Broad Street (1984) (nhạc phim)
- Снова в СССР (1988)
- Run Devil Run (1999)
- Liverpool Sound Collage (2000) (với Super Furry Animals & âm thanh lưu trữ của The Beatles)
- Twin Freaks (2005) (album remix với DJ Freelance Hellraiser)
- Kisses on the Bottom (2012)
- McCartney III Imagined (2021)

Nhạc cổ điển
- Paul McCartney's Liverpool Oratorio (1991) (với Carl Davis)
- Standing Stone (1997)
- Working Classical (1999)
- Ecce Cor Meum (2006)
- Ocean's Kingdom (2011) (với Peter Martins)

The Fireman (McCartney và Youth)
- Strawberries Oceans Ships Forest (1993)
- Rushes (1998)
- Electric Arguments (2008)

## Danh sách phim

### Điện ảnh
| Năm  | Tên                                       | Vai                                                               | Ghi chú                                        |
| ---- | ----------------------------------------- | ----------------------------------------------------------------- | ---------------------------------------------- |
| 1964 | A Hard Day's Night                        | Bản thân                                                          |                                                |
| 1965 | Help!                                     | Bản thân                                                          |                                                |
| 1967 | Magical Mystery Tour                      | Bản thân / Major McCartney / Brown Nosed Magician (không ghi chú) | Đạo diễn (không ghi chú biên kịch và sản xuất) |
| 1968 | Yellow Submarine                          | Bản thân (không ghi chú)                                          |                                                |
| 1982 | The Cooler                                | Cao bồi                                                           | Phim ngắn                                      |
| 1984 | Give My Regards to Broad Street           | Bản thân                                                          |                                                |
| 1985 | Rupert and the Frog Song                  | Rupert / Edward / Bill / Chú ếch (lồng tiếng)                     | Phim ngắn                                      |
| 1987 | Eat the Rich                              | Banquet Rich                                                      |                                                |
| 2001 | Tuesday                                   | Bản thân (lồng tiếng)                                             | Phim ngắn                                      |
| 2009 | Al's Brain in 3-D                         | Người trên phố                                                    | Phim ngắn                                      |
| 2017 | Pirates of the Caribbean: Salazar báo thù | Bác Jack                                                          |                                                |

### Truyền hình
| Năm  | Tên                        | Vai                        | Ghi chú                                       |
| ---- | -------------------------- | -------------------------- | --------------------------------------------- |
| 1996 | The Simpsons               | Bản thân                   | Tập: "Lisa the Vegetarian (1995)"             |
| 2006 | Saturday Night Live        | Paul Simon                 | Tập: "Alec Baldwin/Christina Aguilera (2005)" |
| 2012 | 30 Rock                    | Bản thân (chỉ vùng Bờ Tây) | Tập: "Live from Studio 6H (2012)"             |
| 2013 | Howard Stern on Demand     | Bản thân                   | Tập: "Paul McCartney, New Album 'New' (2013)" |
| 2015 | BoJack Horseman            | Bản thân                   | Tập: "After the Party (2015)"                 |
| 2016 | The Peter Austin Noto Show | Bản thân                   | Tập: "Episode #5.4 (2016)"                    |

## Lưu diễn
| Wings - Wings University Tour – 11 buổi diễn tại Anh, 1972 - Wings Over Europe Tour – 25 buổi diễn, 1972 - Wings 1973 UK Tour – 21 buổi diễn, 1973 - Wings Over the World Tour – 66 buổi diễn, 1975–1976 - Wings UK Tour 1979 – 20 buổi diễn, 1979 | Solo - The Paul McCartney World Tour – 104 buổi diễn, 1989–1990 - Unplugged Tour – 6 buổi diễn vòng quanh thế giới, 1992 - The New World Tour – 79 buổi diễn, 1993 - Driving World Tour – 55 buổi diễn, 2002 - Back in the World tour – 33 buổi diễn, 2003 - '04 Summer Tour – 14 buổi diễn vòng quanh thế giới, 2004 - The 'US' Tour – 37 buổi diễn, 2005 - Summer Live '09 – 10 buổi diễn ở Bắc Mỹ, 2009 - Good Evening Europe Tour – 8 buổi diễn, 2009 - Up and Coming Tour – 38 buổi diễn vòng quanh thế giới, 2010–2011 - On the Run Tour – 38 buổi diễn vòng quanh thế giới, 2011–2012 - Out There Tour – 91 buổi diễn vòng quanh thế giới, 2013–2015 - One on One – 40 buổi diễn vòng quanh thế giới, 2016 |

## Hợp tác
- Denny Laine, cựu thành viên của Wings và Moody Blues.
- Jimmy McCulloch, cựu thành viên của Wings, Thunderclap Newman và Stone the Crows.
- Geoff Britton, cựu vô địch karate thế giới, tham gia với Wings.
- Laurence Juber, cựu thành viên của Wings.
- David Gilmour (Pink Floyd), Pete Townshend (The Who), Phil Collins (Genesis), Hank Marvin (The Shadows), Stevie Wonder, Michael Jackson, Ian Paice (Deep Purple), Elvis Costello, Dave Stewart (Eurythmics) và nhiều tên tuổi khác tham gia vào các dự án của Wings và của riêng Paul.
- Diana Krall và dàn nhạc.